# Во поле берёза стояла

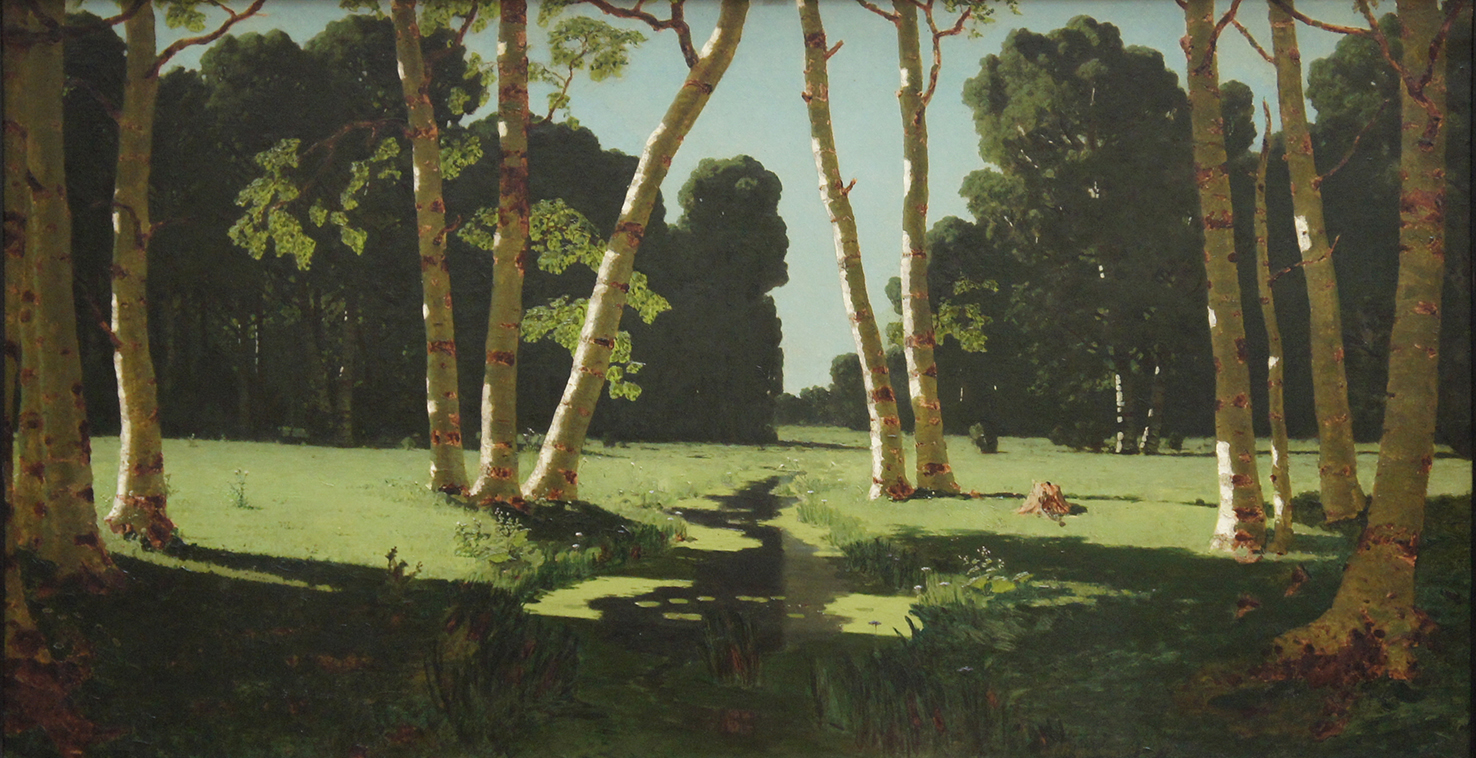
А. И. Куинджи, «Берёзовая роща» (1879)

«Во́ поле берёза стоя́ла» («Во поле берёзка стояла», «Во поле берёзонька стояла», «Во поле березынька стояла») — популярная русская народная хороводная песня.
Напечатана песня была впервые в сборнике русских народных песен Львова — Прача в 1790 году.

## Содержание
Это женская песня, которая поётся от первого лица, а именно от лица молодой женщины, выданной замуж, судя по всему, за старого и нелюбимого. Лирическая героиня собирается пойти в рощу, срезать с берёзы пруты и сделать из них музыкальные инструменты, которыми станет будить старого мужа и/или молодого возлюбленного. Далее ему/им предлагаются различные предметы, чтобы он/они мог/могли со сна привести себя в порядок.
(...) Во полѣ береза стояла,

Во полѣ кудрявая стояла;

Некому березу заломати,

Некому кудряву заломати.

Я жъ пойду, погуляю,

Бѣлую березу заломаю;

Срѣжу съ березы три пруточка,

Сдѣлаю три гудочка,

Четвертую балалайку;

Пойду на новыя на сѣни,

Стану въ балалаечку играти,

Стану я стараго будити:

Встань ты, мой старый, проснися,

Борода сѣдая, пробудися!

Вотъ тебѣ помои, умойся!

Вотъ тебѣ рогожка, утрися! (...)
Существует несколько вариантов текста песни различной полноты. В них описываются и порой варьируются (выделено курсивом):
- Действия, предпринимаемые лирической героиней:
  - Я ж пойду, пойду, погуляю
  - Белую берёзу заломаю / Срежу с берёзы три пруточка, / Сделаю три гудочка (конец распространённого варианта песни), / Четвертую балалайку.
  - Пойду на новые на сени, / Стану в балалаечку играти, / Стану я старого (милого) будити
- Редкий куплет:  Вы, гудки, не гудите, / Старого мужа не будите. / Старой спит с похмелья, / С великого перепою
- Два варианта собеседника героини (могут присутствовать оба или только один):
  - Старый (борода седая) — 1-я половина песни
  - Милый (душа моя) — 2-я половина песни
- Вещи, предлагаемые ею соответственно старому (оскорбительные) и молодому (почётные):
  - помои/умоечки/грязна вода (умойся), рогожка/онуча/рукотёрничек/тряпица (утрися), борона (расчешися), лапотки (обуйся), шубёнка (оденься), дорожка (прогуляйся), камень/кирпичик/простокиша (удовися/подавися/за454-03953490530495345
- Редкий куплет: сравнение достоинств молодого и старого.

Встречается также вариант с заменой берёзы рябиной (Я пойду рябину заломаю).

### «Заламывание» берёзы
Берёза была главным символом празднования Русальной недели и Семика. Выражение «белую берёзу заломати», вероятнее всего, ведёт своё происхождение из древнего обряда, во время которого, в частности, заламывали берёзу, нагибая её ствол к земле и переплетая с травой.
У нас в году два праздника:

Семик да Троица.

Аи лиле, да лиле,

Семик да Троица.

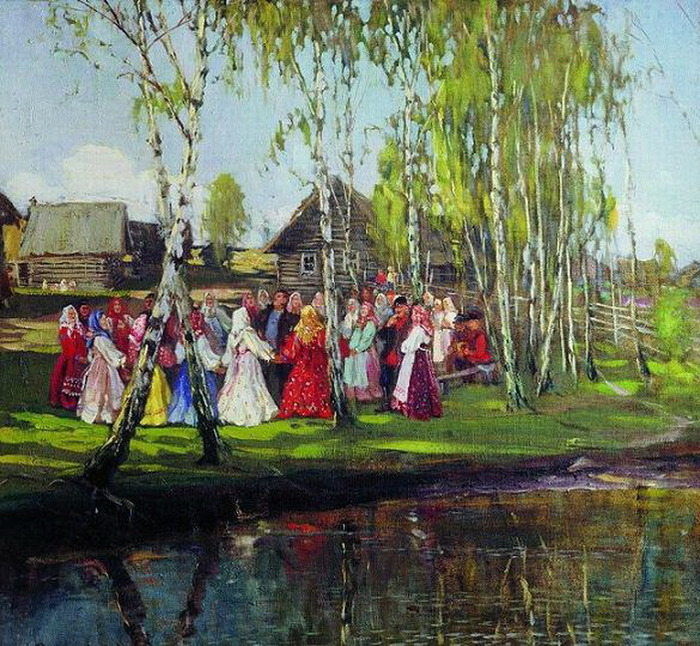
Михаил Боскин, «Хоровод», 1910-е

«Семичный обряд» кумления, связанный по некоторым предположениям, с совершеннолетием, состоял в том, что «в четверг накануне Троицы девушки гурьбой шли в лес, выбирали молодую берёзку и „заламывали“ её, то есть надламывали вершинку и украшали её венком. Вокруг украшенного деревца водили хоровод. Из веточек и травы делали чучело кукушки и сажали его на верхушку берёзки. Затем девушки „кумились“, то есть целовались через завитый на берёзе венок и после этого обменивались нательными крестами. Считалось, что „покумившиеся“ становились друг другу близкими родственниками. А ссора между кумами расценивалась как тяжкий грех, который нужно было долго замаливать. Празднество завершалось всеобщим пиршеством — кумы угощали друг друга пирогами, в том числе курниками, пряниками и другими яствами, приготовленными специально к этому дню. Семичный четверг считался девичьим праздником. А взрослым и парням-подросткам в этот день полагалось уже с раннего утра ехать на ближайшую ярмарку в город или большое село — людей посмотреть и себя показать. Учёные-этнографы отметили, что семичные торжества, хотя они и приурочены к Троице, практически не имеют христианских корней: это почти целиком языческий праздник, связанный с поклонением древних славян духам умерших предков. Это для них ещё в дохристианскую эпоху юные девы заламывали берёзку, украшали её венками и оставляли в лесу угощение, которым, по поверью, ночью приходили лакомиться умершие представители рода».
Также указывают на существование обряда, связанного с тем же деревом, целью которого было обеспечение плодородия: молодую берёзу на краю поля срубали, с песнями носили по селу, а затем топили в реке либо же разрубали и разбрасывали по полю, передавая таким образом растительную силу дерева полю.
Таким образом, фразеологизмы завивать берёзу, заплетать берёзу, берёза кудрявая мотивируются обрядами, в которых девушки завивали ветви берёзки, спрашивая о своей судьбе и «прося» найти жениха.
Распространённый припев «люли-люли» некоторые исследователями трактуют как упоминание славянских божеств мужской (Лад, Ладо, Лель) или женской (Лада, Леля, Ляля) природы, связанных с культом весеннего возрождения. Б. А. Рыбаков отождествляет их с рожаницами. Само существование божеств Лады, Леля, Лели не признаётся серьёзными исследователями. Припевы же типа «люли-люли» объясняют искажением непонятного крестьянину церковного «аллилуйя».

## Датировка

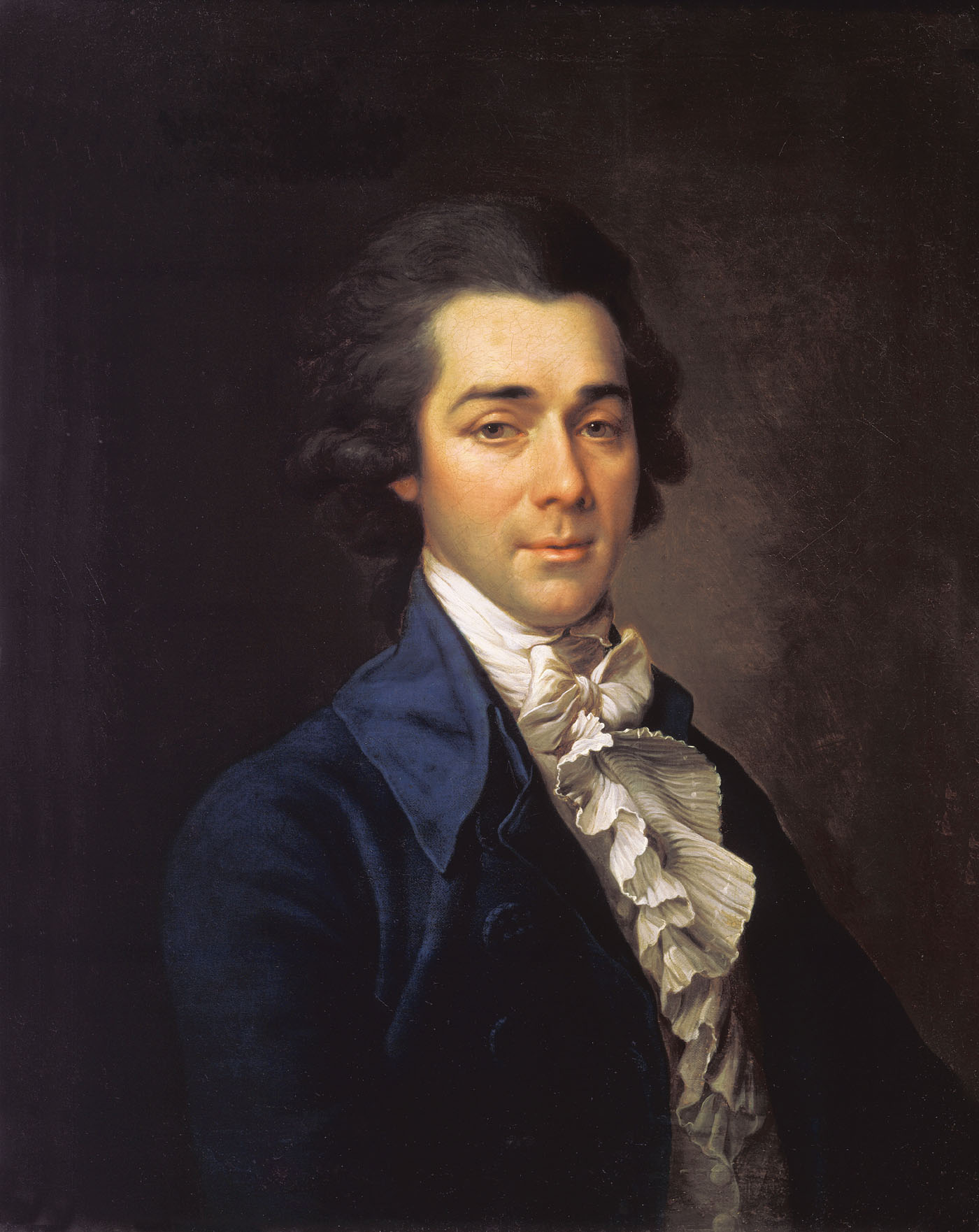
Николай Львов в 1789 году

Первые упоминания о песне относятся к концу XVIII века, хотя, вероятно, она датируется более ранним периодом.
По имеющимся сведениям, текст в первый раз был напечатан в 1790 году в сборнике Львова — Прача (2-е изд. — 1806, 3-е изд. — 1815). Радищев в том же 1790 году упоминает её в своей книге «Путешествие из Петербурга в Москву»:

«Во поле берёза стояла, во поле кудрявая стояла, ой люли, люли, люли, люли…» Хоровод молодых баб и девок; пляшут; подойдем поближе, — говорил я сам себе, развертывая найденные бумаги моего приятеля. Но я читал следующее. Не мог дойти до хоровода. Уши мои задёрнулись печалию, и радостный глас нехитростного веселия до сердца моего не проник. О мой друг! Где бы ты ни был, внемли и суди.
В 1797—1798 году появляется в новом сборнике (Герстенберг и Дитмар — Песенник, или Полное собрание старых и новых российских народных и прочих песен для фортепиано, собранных издателями. Санкт-Петербург, у Герстенберга и Дитмара, ч. 1-3, 1797—1798). Из воспоминаний современников известно, что Пушкин любил петь песню «про белую берёзу».

### Версия с авторством Ибрагимова
К сожалению, мало известно

Но достоин тот факт пьедестала,

Что татарином создана песня.

«Во поле берёзонька стояла».

И за это, мой названый брат,

Честь тебе, Ибрагимов Низмат.
В 1815 году (тогда же вышло 3-е издание песенника Львова — Прача) малоизвестный казанский поэт, адъюнкт-профессор Казанского университета Николай Михайлович (Нигмат Мисаилович) Ибрагимов (1778—1818) написал вариацию «Русская песня» на данную песню, добавив в неё сюжет о насильном замужестве (такая традиция стихов-продолжений на заданный мотив была популярной у русских поэтов XIX века, ср. «Дубинушка»). Напечатано в 1825 году в журнале «Благонамеренный» (1825, No 19, с. 203), уже после смерти автора.
Информация о произведении Ибрагимова вызывает путаницу с установлением авторства.
В 2002 году в Казани на бывшем Арском поле, где раньше шумела берёзовая роща и любил гулять поэт, в сквере перед проходной казанского завода «Электроприбор» (на улице Ершова), Казанское общество любителей словесности «19-е октября» открыло живой памятник Ибрагимову в виде берёзы, с мемориальной табличкой.

### Переводы
На английском языке существует в переводе под названием In The Meadow Stood a Little Birch Tree и пользуется достаточным распространением.

## Ритм стихотворения
С. М. Бонди анализирует строки песни (цит. с купюрами): «Первое впечатление от этого стихотворения — большая неравномерность его ритма. Стихи второй, третий, четвёртый и шестой очень отчётливы по ритму („Во поле кудрявая стояла“ и проч.). Это то, что в классической метрике называется пятистопный хорей. Остальные же стихи — неравномерные. В первом стихе — „Во поле берёза стояла“, как будто не хватает в середине одного слога. Стих как бы несколько спотыкается. Пятый стих — „Я ж пойду погуляю“ — словно бы совсем другого ритма. Больше всего он похож на стих двухстопного анапеста (с ударением на первом слоге). Таким образом, после ряда ровных пятистопных хореев здесь резко сламывается ритм, для того чтобы в следующем (6-м стихе) снова появился ровный хорей — „Белую берёзу заломаю“. Седьмой стих — „Срежу с берёзы три пруточка“ — начинается как будто в дактилическом ритме: „Срежу с берёзы“, но затем этот ритм сбивается лишним слогом: „…три пруточка“'. Два последних стиха („Сделаю три гудочка, Четвертую балалайку“) — кажутся в этом контексте совершенно прозаическими, вовсе лишенными ритма. Получается такой ритмический ход всего отрывка: начавшись одним слегка неравномерным стихом, он выравнивает свой ритм в ряде вполне гладких, ровных хореических стихов (2-й, 3-й, 4-й). Затем происходит новый слом ритма, в 5-м стихе, новое возвращение к равномерному ритму в 6-м — и заканчивается отрывок двумя совершенно прозаическими строчками.

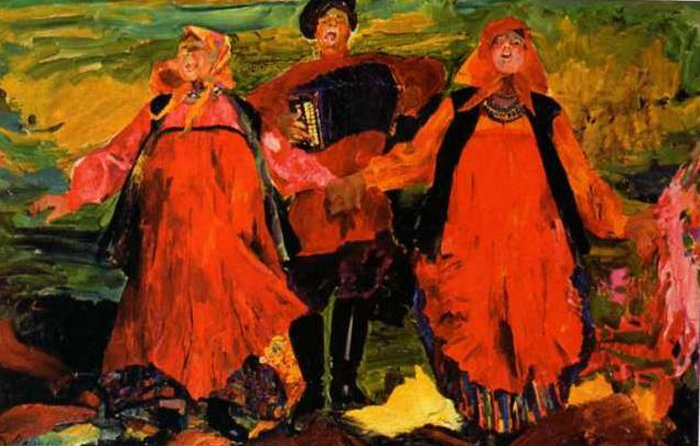
Ф. Малявин, „Поющие крестьяне“

Однако все это рассуждение было бы основано на фикции. Ведь такого текста, как выразительно воздействующего фактора, со всеми его особенностями и словами, реально не существует. Он „воздействует“ только на стиховеда, который, читая по книге этот текст, пытается анализировать его. Реально же существует, реально воздействует лишь песня, то есть текст, ритмизированный вместе с напевом. В песне же все выразительные моменты совершенно меняют свой характер. Оказывается, что в песне все стихи звучат в одном равномерном ритме, только некоторые слоги растягиваются вдвое, что придаёт стиху особую выразительность, но совершенно другого характера, чем в только что сделанном анализе. Здесь ритм меняется совершенно по-иному. После дробных, четко выбивающих мелкими долями ритм стихов 2-го, 3-го и 4-го — 5-й стих, с его тремя подряд стянутыми двухдольными слогами, производит в этом плясовом ритме впечатление не замедления, а ускорения (как лошадь, ускоряя ход, меняет дробную рысь на более редкий галоп). То же самое в предпоследнем стихе, где только это разрежение ударов приходится не в начале, а в конце стиха. Наконец, в последнем стихе плясовой ритм приобретает какой-то залихватский характер, потому, может быть, что сильное ударение приходится на вовсе неударный грамматический слог».

## Музыка
Am........Dm.Am.....E7..Am

Во поле берёза стояла,

...............Dm.....Am.....E7...Am

Во поле кудрявая стояла,

E7......Am........E7..Am

Люли, люли стояла,

E7......Am........E7..Am

Люли, люли стояла.
Существуют переложения этой мелодии для гитары А. О. Сихры, вариации для скрипки И. А. Хандошкина, песенные и хоровые аранжировки А. Е. Варламова, А. Л. Гурилева, П. П. Булахова, Н. А. Римского-Корсакова, М. А. Балакирева и других композиторов.
Музыкальную тему использовал и Пётр Ильич Чайковский (Симфония № 4, Ор. 36, фа минор (IV часть)) и Михаил Глинка («Тарантелла» — на тему песни «Во поле берёзонька стояла», a-moll, 1843). Дмитрий Шостакович в неоконченной опере «Большая молния» и Альфред Шнитке в опере «Жизнь с идиотом» (по рассказу В. Ерофеева) трактуют эту музыку в саркастическом, гротескном духе.
Шнитке указывает на особенное, демоническое настроение, которое он ощущает в этой мелодии: «…для русского [более интересна в произведении композитора] — жестокая драма абсурда, разворачивающаяся перед глазами со всем своим нецензурным блеском. Но в любом случае налицо картина сатанинского разгула зла, вечного по природе, но убийственно агрессивного именно на родине песенки Во поле берёза стояла, которую ещё Чайковский не смог сделать до конца позитивным символом в музыке…».
Использована в фильме «А зори здесь тихие». Из современных аранжировок: Protsifer, для проекта «Соль» — инструментальная версия Papamobile.
Первые девять тактов мелодии использовались в 1989—1992 годах в качестве джингла перед началом каждого часа вещания Русскоязычной службы иновещания Московского Радио («Голос России»).
Александр Пушной исполняет эту песню на английском языке в стиле металл.

## Танец
Существует народный танец «Берёзка» на мелодию песни «Во поле берёзка стояла». По мотивам народного танца, создан сценический вариант. В этом случае женщины исполняют его в псевдорусских костюмах стилизованных под нижегородские девичьи (кофта, сарафан, кокошник или платок), волосы убраны в косу. Движения плавные по кругу, в хороводе, цепочкой (друг за другом), змейкой, в две линии, вращения друг вокруг друга или попарно вокруг общих центров в группах. Махи ногами отсутствуют. Шаги неширокие и частые, создающие впечатление скольжения («как лебедь плывет»). В руках танцовщицы держат платочки или ветви берёзы, что может символизировать прощание с весной (см. Троицкая берёза). Общий настрой танца меланхоличный.

## Влияние
Ещё дуют холодные ветры

 И наносят утренни морозы.

 Только что на проталинах весенних

 Показались ранние цветочки,

 Как из чудного царства воскового,

 Из душистой келейки медовой

 Вылетала первая пчелка,

 Полетела по ранним цветочкам

 О красной весне поразведать:

 Скоро ль будет гостья дорогая,

 Скоро ли луга позеленеют,

 Скоро ль у кудрявой у берёзы

 Распустятся клейкие листочки,

 Зацветет черемуха душиста.

### Стихи и песни
- «Ещё дуют холодные ветры…», Пушкин, Александр Сергеевич, (1828)
- «Песни о розгах» (Во поле березынька стояла), Минаев, Дмитрий Дмитриевич (1883)
- Пародийное стихотворение «Баня», Самуил Маршак
- «Берёза», Юрий Левитанский (1985)
- Песня «[lib.ru/KSP/bashlach/bash.txt Некому берёзу заломати]», Башлачёв, Александр Николаевич
- Рок-баллада «Little birch»[24], Пушной, Александр Борисович, англ. текст Д. Лужинского

### В прозе
Песню цитируют:
- Иван Бунин, «Деревня»
- Валентина Осеева. «Динка прощается с детством» (1969)
- Виктор Ерофеев. «Жизнь с идиотом»
- Бубеннов, Михаил Семенович. «Белая берёза»